# العلاقات الدنماركية المالية
العلاقات الدنماركية المالية هي العلاقات الثنائية التي تجمع بين الدنمارك ومالي.

## مقارنة بين البلدين
هذه مقارنة عامة ومرجعية للدولتين:
| وجه المقارنة                                              | الدنمارك                                                     | مالي            |
| --------------------------------------------------------- | ------------------------------------------------------------ | --------------- |
| المساحة (كم2)                                             | 42.92 ألف                                                    | 1.24 مليون      |
| عدد السكان (نسمة)                                         | 5.79 مليون                                                   | 18.54 مليون     |
| الكثافة السكانية (ن./كم²)                                 | 134.9                                                        | 14.95           |
| العاصمة                                                   | كوبنهاغن                                                     | باماكو          |
| اللغة الرسمية                                             | اللغة الدنماركية                                             | لغة فرنسية      |
| العملة                                                    | كرونة دنماركية                                               | فرنك غرب أفريقي |
| الناتج المحلي الإجمالي (بليون دولار)                      | 324.87 مليار                                                 | 15.29 مليار     |
| الناتج المحلي الإجمالي (تعادل القوة الشرائية) بليون دولار | 278.61 مليار                                                 | 35.69 مليار     |
| الناتج المحلي الإجمالي الاسمي للفرد دولار أمريكي          | 51.99 ألف                                                    | 724             |
| الناتج المحلي الإجمالي للفرد دولار أمريكي                 | 45.54 ألف                                                    | 1.60 ألف        |
| مؤشر التنمية البشرية                                      | 0.900                                                        | 0.419           |
| رمز المكالمات الدولي                                      | +45                                                          | +223            |
| رمز الإنترنت                                              | .dk                                                          | .ml             |
| المنطقة الزمنية                                           | توقيت وسط أوروبا، ت ع م+02:00، ت ع م+01:00، أوروبا/كوبنهاجن ‏ | 00              |

## منظمات دولية مشتركة
يشترك البلدان في عضوية مجموعة من المنظمات الدولية، منها:
| علم المنظمة | اسم المنظمة                               | تاريخ انضمام الدنمارك | تاريخ انضمام مالي |
| ----------- | ----------------------------------------- | --------------------- | ----------------- |
|             | مؤسسة التنمية الدولية                     | 30 نوفمبر 1960        | 27 سبتمبر 1963    |
|             | الأمم المتحدة                             | 24 أكتوبر 1945        | 28 سبتمبر 1960    |
|             | منظمة التجارة العالمية                    | 1995                  | ?                 |
|             | منظمة الشرطة الجنائية الدولية             | ?                     | ?                 |
|             | المركز الدولي لتسوية المنازعات الاستشارية | 24 مايو 1968          | 2 فبراير 1978     |
|             | الاتحاد الدولي للاتصالات                  | 1866                  | 21 أكتوبر 1960    |
|             | الفريق المعني برصد الأرض                  | ?                     | ?                 |
|             | البنك الدولي للإنشاء والتعمير             | 30 نوفمبر 1960        | 27 سبتمبر 1963    |
|             | الاتحاد البريدي العالمي                   | ?                     | ?                 |
|             | منظمة حظر الأسلحة الكيميائية              | ?                     | ?                 |
|             | مؤسسة التمويل الدولية                     | 20 يوليو 1956         | 9 مايو 1978       |
|             | البنك الإفريقي للتنمية                    | ?                     | ?                 |
|             | وكالة ضمان الاستثمار متعدد الأطراف        | 12 أبريل 1988         | 22 أكتوبر 1992    |
|             | يونسكو                                    | 4 نوفمبر 1946         | 7 نوفمبر 1960     |

## وصلات خارجية
- موقع وزارة الخارجية الدنماركية